# MKB-10 poglavlje XVIII: Simptomi, znakovi i abnormalni klinički i laboratorijski nalazi, neklasificirani drugdje

## (R00-R69) - Simptomi i znakovi

### (R00-R09) - Cirkulacijski i dišni sustavi
- R00 Abnormalnosti otkucaja srca
  - R00.0 Nespecificirana tahikardija
  - R00.1 Nespecificirana brahikardija
  - R00.2 Palpitacije
  - R00.8 Ostale i nespecificirane abnormalnosti srčanih otkucaja

- R01 Srčani šumovi i ostali srčani zvukovi
  - R01.0 Dobroćudni i neopasni srčani šumovi
  - R01.1 Srčani šum, nespecificiran
  - R01.2 Ostali srčani zvukovi

- R02 Gangrena, nesvrstana drugamo
  - R02.0 Gangrena, ako nije svrstana drugamo

- R03 Abnormalna vrijednost krvnoga tlaka - bez dijagnoze
  - R03.0 Povišena vrijednost krvnoga tlaka - bez dijagnoze hipertenzije
  - R03.1 Snižena vrijednost krvnoga tlaka, nespecifična

- R04 Krvarenje iz dišnih putova
  - R04.0 Krvarenje iz nosa (epistaksa)
  - R04.1 Krvarenje iz grla
  - R04.2 Hemoptiza
  - R04.8 Krvarenje iz drugih mjesta dišnih putova
  - R04.9 Krvarenje iz dišnih putova, nespecificirano

- R05 Kašalj
  - R05.0 Kašalj
  - R06 Nepravilnosti disanja

- R06.0 Dispneja
  - R06.1 Stridor
  - R06.2 Zviždanje (wheezing)
  - R06.3 Isprekidano disanje
  - R06.4 Hiperventilacija
  - R06.5 Disanje na usta
  - R06.6 Štucanje
  - R06.7 Kihanje
  - R06.8 Ostale i nespecificirane abnormalnosti disanja

- R07 Bol u grlu i prsištu
  - R07.0 Bol u grlu
  - R07.1 Bol u prsištu pri disanju
  - R07.2 Prekordijalna bol
  - R07.3 Druga bol u prsištu
  - R07.4 Bol u prsištu, nespecificirana

- R09 Ostali simptomi i znakovi koji se odnose na cirkulacijski i dišni sustav
  - R09.0 Gušenje (asfiksija)
  - R09.1 Pleuritis (upala plućne ovojnice)
  - R09.2 Zastoj disanja
  - R09.3 Abnormalnosti iskašljaja
  - R09.8 Ostali specificirani simptomi i znakovi koji se odnose na cirkulacijski i dišni sustav

### (R10-R19) - Probavni sustav i trbušna šupljina
- R10 Boli u trbuhu i zdjelici
  - R10.0 Akutni abdomen
  - R10.1 Bol u gornjem dijelu abdomena
  - R10.2 Bol u zdjelici i međici
  - R10.3 Bol na ostalim mjestima u donjem dijelu abdomena
  - R10.4 Druge i nespecificirane boli u abdomenu

- R11 Mučnina i povraćanje
  - R11.0 Mučnina i povraćanje

- R12 Žgaravica
  - R12.0 Žgaravica

- R13 Disfagija
  - R13.0 Disfagija

- R14 Nadimanje i srodna stanja
  - R14.0 Nadimanje i srodna stanja

- R15 Nemogućnost kontroliranja stolice
  - R15.0 Nemogućnost kontroliranja stolice

- R16 Hepatomegalija i splenomegalija (povećana jetra i povećana slezena), nesvrstane drugamo
  - R16.0 Povećana jetra, nesvrstana drugamo
  - R16.1 Povećana slezena, nesvrstana drugamo
  - R16.2 Povećana jetra i slezena, nesvrstane drugamo

- R17 Žutica, nespecificirana
  - R17.0 Žutica, nespecificirana

- R18 Ascites
  - R18.0 Ascites

- R19 Ostali simptomi i znakovi koji se odnose na probavni sustav i trbušnu šupljinu
  - R19.0 Oteklina, izraslina i kvržica unutar trbušne i zdjelične šupljine
  - R19.1 Abnormalni zvukovi u crijevima
  - R19.2 Vidljiva peristaltika
  - R19.3 Napetost trbušne stijenke
  - R19.4 Promjene uobičajenog rada crijeva
  - R19.5 Druge abnormalnosti stolice
  - R19.6 Zadah iz usta
  - R19.8 Drugi specificirani simptomi i znakovi koji se odnose na probavni sustav i trbušnu šupljinu

### (R20-R23) - Koža i potkožno tkivo
- R20 Poremećaji osjeta kože
  - R20.0 Anestezija (neosjetljivost) kože
  - R20.1 Hipostezija (smanjena osjetljivost) kože
  - R20.2 Parestezija kože
  - R20.3 Hiperestezija (preosjetljivost) kože
  - R20.8 Drugi i nespecificirani poremećaji osjeta kože

- R21 Osip i druge nespecifične kožne promjene
  - R21.0 Osip i druge nespecifične kožne promjene

- R22 Lokalizirana oteklina, izraslina i kvržica kože i potkožnoga tkiva
  - R22.0 Lokalizirana oteklina, izraslina i kvržica na glavi
  - R22.1 Lokalizirana oteklina, izraslina i kvržica na vratu
  - R22.2 Lokalizirana oteklina, izraslina i kvržica na trupu
  - R22.3 Lokalizirana oteklina, izraslina i kvržica na ruci
  - R22.4 Lokalizirana oteklina, izraslina i kvržica na nozi
  - R22.7 Lokalizirana oteklina, izraslina i kvržica na više mjesta
  - R22.9 Lokalizirana oteklina, izraslina i kvržica, nespecificirana

- R23 Druge kožne promjene
  - R23.0 Cijanoza (modra koža)
  - R23.1 Bljedoća kože
  - R23.2 Crvenilo kože
  - R23.3 Spontane ekhimoze (potkožna krvarenja)
  - R23.4 Promjene površine kože
  - R23.8 Druge i nespecificirane promjene na koži

### (R25-R29) - Živčani i mišićno-koštani sustav
- R25 Abnormalni nevoljni pokreti
  - R25.0 Abnormalni pokreti glave
  - R25.1 Tremor, nespecificiran
  - R25.2 Grč i spazam
  - R25.3 Fascikulacije
  - R25.8 Drugi i nesvrstani abnormalni nevoljni pokreti

- R26 Nenormalnosti hodanja i pokretljivosti
  - R26.0 Ataksični hod
  - R26.1 Paralitični hod
  - R26.2 Otežan hod, nesvrstan drugamo
  - R26.8 Druga i nespecificirana nenormalnost hodanja i pokretljivosti

- R27 Druga manjkavost koordinacije
  - R27.0 Ataksija, nespecificirana
  - R27.8 Druga i nespecificirana manjkavost koordinacije

- R29 Drugi simptomi i znakovi koji se odnose na živčani i mišićno-koštani sustav
  - R29.0 Tetanija
  - R29.1 Meningizam
  - R29.2 Abnormalni refleks
  - R29.3 Abnormalno držanje
  - R29.4 Škljocanje kuka
  - R29.8 Drugi i nespecificirani simptomi i znakovi koji se odnose na živčani i mišićno-koštani sustav

### (R30-R39) - Urinarni sustav
- R30 Bol pri mokrenju
  - R30.0 Dizurija
  - R30.1 Grčevi mjehura (kolike)
  - R30.9 Bolno mokrenje, nespecificirano

- R31 Krv u mokraći, nespecificirana
  - R31.0 Krv u mokraći, nespecificirana

- R32 Inkontinencija mokraće, nespecificirana
  - R32.0 Inkontinencija mokraće, nespecificirana

- R33 Retencija mokraće
  - R33.0 Retencija mokraće

- R34 Anurija i oliguruja
  - R34.0 Anurija i oliguruja

- R35 Poliurija
  - R35.0 Poliurija

- R36 Iscjedak iz uretre
  - R36.0 Iscjedak iz uretre

- R39 Drugi simptomi i znakovi koji se odnose na urinarni sustav
  - R39.0 Mokrenje izvan normalnih putova
  - R39.1 Druge poteškoće mokrenja
  - R39.2 Ekstrarenalna uremija
  - R39.8 Drugi i nespecificirani simptomi i znakovi koji se odnose na urinarni sustav

### (R40-R46) - Spoznaja, percepcija, duševno stanje i ponašanje
- R40 Somnolencija (pospanost), stupor (ukočenost, obamrlost) i koma
  - R40.0 Somnolencija
  - R40.1 Stupor
  - R40.2 Koma, nespecificirana

- R41 Ostali simptomi i znakovi koji se odnose na spoznaju, percepciju, duševno stanje i ponašanje
  - R41.0 Neorijentiranost, nespecificirana
  - R41.1 Antegradna amnezija
  - R41.2 Retrogradna amnezija
  - R41.3 Druga amnezija
  - R41.8 Ostali i nespecificirani simptomi i znakovi koji se odnose na spoznaju, percepciju, duševno stanje i ponašanje

- R42 Vrtoglavica, omaglica
  - R42.0 Vrtoglavica, omaglica

- R43 Poremećaji mirisa i okusa
  - R43.0 Anosmija (gubitak osjeta mirisa)
  - R43.1 Parosmija (izmijenjenost osjeta mirisa)
  - R43.2 Parageuzija (izmijenjenost osjeta okusa)
  - R43.8 Drugi i nespecificirani poremaćaji mirisa i okusa

- R44 Drugi simptomi i znakovi koji se odnose na opće osjete i percepciju
  - R44.0 Slušne halucinacije
  - R44.1 Vidne halucinacije
  - R44.2 Druge halucinacije
  - R44.3 Halucinacije, nespecificirane
  - R44.8 Drugi i nespecificirani simptomi i znakovi koji se odnose na opće osjete i percepciju

- R45 Simptomi i znakovi koji se odnose na emocionalno stanje
  - R45.0 Nervoza
  - R45.1 Nemir i stanja uzbuđenosti
  - R45.2 Nesretnost, nezadovoljstvo
  - R45.3 Obeshrabrenost i apatija
  - R45.4 Razdražljivost i bijes
  - R45.5 Neprijateljsko držanje
  - R45.6 Fizičko nasilje
  - R45.7 Stanje emocionalnog šoka ili stresa, nespecificirano
  - R45.8 Drugi simptomi i znakovi koji se odnose na emocionalno stanje

- R46 Simptomi i znakovi koji se odnose na izgled i ponašanje
  - R46.0 Vrlo niska razina osobne higijene
  - R46.1 Bizaran izgled
  - R46.2 Ponašanje, čudno i neobjašnjivo
  - R46.3 Pretjerana aktivnost
  - R46.4 Usporenost i slabo reagiranje
  - R46.5 Sumnjičavost i uočljivo izbjegavanje
  - R46.6 Pretjerano bavljenje i zaokupiranost stresnim događajima
  - R46.7 Bolesnikova brbljavost (pričljivost) i okolišanje čine nejasnim razlog dolaska
  - R46.8 Drugi simptomi i znakovi koji se odnose na izgled i ponašanje

### (R47-R49) - Govor i glas
- R47 Poremećaji govora, nesvrstani drugamo
  - R47.0 Disfazija i afazija
  - R47.1 Dizartrija i anartrija
  - R47.8 Drugi i nespecificirani poremećaji govora

- R48 Disleksija i druge disfunkcije izražavanja, nesvrstane drugamo
  - R48.0 Disleksija i aleksija
  - R48.1 Agnozija (nemogućnost spoznavanja)
  - R48.2 Apraksija (nemogućnost izražavanja)
  - R48.8 Druge i nespecificirane disfunkcije izražavanja

- R49 Poremećaji glasa
  - R49.0 Disfonija
  - R49.1 Afonija
  - R49.2 Hipernazalnost i hiponazalnost govora
  - R49.8 Drugi i nespecificirani poremećaji glasa

### (R50-R69) - Opći simptomi i znakovi
- R50 Vrućica nepoznata podrijetla
  - R50.0 Vrućica sa zimicom
  - R50.1 Tvrdokorna vrućica
  - R50.8 Vrućica, nespecificirana

- R51 Glavobolja
  - R51.0 Glavobolja

- R52 Bol, nesvrstana drugamo
  - R52.0 Akutna bol
  - R52.1 Kronična tvrdokorna bol
  - R52.2 Druga kronična bol
  - R52.9 Bol, nespecificirana

- R53 Slabost i umor

- R54 Senilnost
  - R54.0 Senilnost

- R55 Sinkopa i kolaps
  - R55.0 Sinkopa i kolaps

- R56 Konvulzije, nesvrstane drugamo
  - R56.0 Febrilne konvulzije
  - R56.8 Druge i nespecificirane konvulzije

- R57 šok, nesvrstan drugamo
  - R57.0 Kardiogeni šok
  - R57.1 Hipovolemični šok
  - R57.8 šok, ostali
  - R57.9 šok, nespecificiran

- R58 Krvarenje, nesvrstano drugamo
  - R58.0 Krvarenje, nesvrstano drugamo

- R59 Povećani limfni čvorovi
  - R59.0 Lokalno povećani limfni čvorovi
  - R59.1 Generalizirano povećanje limfnih čvorova
  - R59.9 Povećani limfni čvorovi, nespecificirani

- R60 Edemi, nesvrstani drugamo
  - R60.0 Lokalizirani edem
  - R60.1 Generalizirani edem
  - R60.9 Edem, nespecificiran

- R61 Pojačano znojenje (hiperhidroza)
  - R61.0 Lokalno pojačano znojenje
  - R61.1 Generalizirano pojačano znojenje
  - R61.9 Pojačano znojenje, nespecificirano

- R62 Izostanak očekivanoga normalnog fiziološkog razvoja
  - R62.0 Zakašnjenje ili izostanak očekivana stupnja razvoja
  - R62.8 Drugi izostanak očekivanoga normalnog fiziološkog razvoja
  - R62.9 Izostanak očekivanoga normalnog fiziološkog razvoja, nespecificiran

- R63 Simptomi i znakovi koji se odnose na uzimanje hrane i tekućine
  - R63.0 Anoreksija
  - R63.1 Polidipsija (pojačano pijenje vode)
  - R63.2 Polifagija (pojačano uzimanje hrane)
  - R63.3 Poteškoće hranjenja i pogrešna prehrana
  - R63.4 Abnormalni gubitak tjelesne težine
  - R63.5 Abnormalno dobivanje na tjelesnoj težini
  - R63.8 Drugi simptomi i znakovi u vezi s uzimanjem hrane i tekućina

- R64 Kaheksija
  - R64.0 Kaheksija

- R68 Drugi opći simptomi i znakovi
  - R68.0 Hipotermija koja nije u vezi sa sniženom vanjskom temperaturom
  - R68.1 Nespecifični simptomi dojenačke dobi
  - R68.2 Suhoća usta, nespecificirana
  - R68.3 Zadebljanja prstiju
  - R68.8 Drugi specificirani opći simptomi i znakovi

- R69 Nepoznati i nespecificirani uzroci bolesti
  - R69.0 Nepoznati i nespecificirani uzroci bolesti

## (R70-R99) - Abnormalni klinički i laboratorijski nalazi, neklasificirani drugamo

### (R70-R79) - Abnormalni nalazi krvi, bez dijagnoze
- R70 Ubrzana sedimentacija eritrocita i abnormalnosti viskoznosti krvne plazme
  - R70.0 Ubrzana sedimentacija eritrocita
  - R70.1 Abnormalna viskoznost krvne plazme
- R71 Abnormalnost crvenih krvnih stanica
  - R71 Abnormalnost crvenih krvnih stanica
- R72 Abnormalnost bijelih krvnih stanica, nesvrstana drugamo
  - R72 Abnormalnost bijelih krvnih stanica, nesvrstana drugamo

- R73 Povećana razina glukoze u krvi
  - R73.0 Abnormalni nalaz testa opterećenja glukozom
  - R73.9 Hiperglikemija, nespecificirana

- R74 Abnormalna razina serumskih bjelančevina
  - R74.0 Povećanje razine transaminaze i dehidrogenaze mliječne kiseline (LDH)
  - R74.8 Abnormalna razina drugih serumskih enzima
  - R74.9 Abnormalna razina serumskih enzima, nespecificirana

- R75 Laboratorijski utvrđena prisutnost virusa humane imunodeficijencije (HIV)
  - R75.0 Laboratorijski utvrđena prisutnost virusa humane imunodeficijencije (HIV)

- R76 Drugi abnormalni imunološki nalazi u serumu
  - R76.0 Povišen titar protutijela
  - R76.1 Abnormalna reakcija na test tuberkulinom
  - R76.2 Lažnopozitivan serološki test na sifilis
  - R76.8 Drugi specificirani abnormalni imunološki nalazi u serumu
  - R76.9 Abnormalni nalaz imunoloških pretraga seruma, nespecificiran

- R77 Drugi abnormalni nalazi proteina u plazmi
  - R77.0 Abnormalan nalaz albumina
  - R77.1 Abnormalan nalaz globulina
  - R77.2 Abnormalan nalaz alfa-fetoproteina
  - R77.8 Drugi specificirani nenormalni nalaz plazmatskih proteina
  - R77.9 Abnormalan nalaz plazmatskih proteina, nespecificiran

- R78 Prisutnost lijekova i drugih tvari kojih normalno nema u krvi
  - R78.0 Prisutnost alkohola u krvi
  - R78.1 Prisutnost opijata u krvi
  - R78.2 Prisutnost kokaina u krvi
  - R78.3 Prisutnost halucinogena u krvi
  - R78.4 Prisutnost drugih lijekova u krvi koji mogu uzrokovati ovisnost
  - R78.5 Prisutnost psihotropnih lijekova u krvi
  - R78.6 Prisutnost steriodnih tvari u krvi
  - R78.7 Prisutnost abnormalne razine teških metala tvari u krvi
  - R78.8 Prisutnost drugih specificiranih tvari kojih normalno nema u krvi
  - R78.9 Prisutnost tvari kojih normalno nema u krvi, nespecificirana

- R79 Drugi abnormalni kemijski nalazi krvi
  - R79.0 Abnormalna razina minerala u krvi
  - R79.8 Ostali specificirani abnormalni kemijski nalazi krvi
  - R79.9 Abnormalni kemijski nalazi krvi, nespecificirani

### (R80-R82) - Abnormalni nalazi u mokraći, bez dijagnoze
- R80 Izolirana proteinurija - nalaz bjelančevina u mokraći
  - R80.0 Izolirana proteinurija - nalaz bjelančevina u mokraći

- R81 Glikozurija - nalaz glukoze u mokraći
  - R81.0 Glikozurija - nalaz glukoze u mokraći

- R82 Drugi abnormalni nalazi u mokraći
  - R82.0 Chyluria - prisutnost suspenzije masnih kapljica u blijedozamućenoj mokraći
  - R82.1 Mioglobinurija
  - R82.2 Biliurija (prisutnost žučnih soli ili žuči u mokraći)
  - R82.3 Hemoglobinurija
  - R82.4 Acetonurija
  - R82.5 Povećana razina lijekova, medikamenata i bioloških tvari u mokraći
  - R82.6 Abnormalna razina tvari uglavnom nemedicinskog podrijetla u mokraći
  - R82.7 Abnormalan nalaz pri mikrobiološkim pretragama mokraće
  - R82.8 Abnormalan nalaz citoloških i histoloških pretraga mokraće
  - R82.9 Drugi i nespecificirani abnormalni nalazi u mokraći

### (R83-R89) - Abnormalan nalaz tjelesnih tekućina, tvari i tkiva, bez dijagnoze
- R83 Abnormalan nalaz u cerebrospinalnoj tekućini
  - R83.0 Abnormalan nalaz u cerebrospinalnoj tekućini

- R84 Abnormalan nalaz u uzorcima iz dišnog sustava i šupljine prsnog koša
  - R84.0 Abnormalan nalaz u uzorcima iz dišnog sustava i šupljine prsnog koša

- R85 Abnormalan nalaz u uzorcima iz probavnog sustava i trbušne šupljine
  - R85.0 Abnormalan nalaz u uzorcima iz probavnog sustava i trbušne šupljine

- R86 Abnormalan nalaz u uzorcima iz muških spolnih organa
  - R86.0 Abnormalan nalaz u uzorcima iz muških spolnih organa

- R87 Abnormalan nalaz u uzorcima iz ženskih spolnih organa
  - R87.0 Abnormalan nalaz u uzorcima iz ženskih spolnih organa

- R89 Abnormalan nalaz u uzorcima iz drugih organa, sustava i tkiva
  - R89.0 Abnormalan nalaz u uzorcima iz drugih organa, sustava i tkiva

### (R90-R94) - Abnormalni nalazi kod dijagnostičkoga snimanja funkcionalnih pretraga, bez dijagnoze
- R90 Abnormalni nalazi kod dijagnostičkoga snimanja središnjega živčanog sustava
  - R90.0 Intrakranijalno ekspandirajuće oštećenje
  - R90.8 Drugi abnormalni nalazi kod dijagnostičkoga snimanja središnjega živčanog sustava

- R91 Abnormalni nalazi kod dijagnostičkoga snimanja pluća
  - R91.0 Abnormalni nalazi kod dijagnostičkoga snimanja pluća

- R92 Abnormalni nalazi kod dijagnostičkoga snimanja dojke
  - R92.0 Abnormalni nalazi kod dijagnostičkog snimanja dojke.

- R93 Abnormalni nalazi kod dijagnostičkoga snimanja drugih dijelova tijela
  - R93.0 Abnormalni nalazi kod dijagnostičkoga snimanja lubanje i glave, nesvrstani drugamo
  - R93.1 Abnormalni nalazi kod dijagnostičkoga snimanja srca i koronarnog optjecaja
  - R93.2 Abnormalni nalazi kod dijagnostičkoga snimanja jetre i bilijarnog sustava
  - R93.3 Abnormalni nalazi kod dijagnostičkoga snimanja drugih dijelova probavnog sustava
  - R93.4 Abnormalni nalazi kod dijagnostičkoga snimanja mokraćnih organa
  - R93.5 Abnormalni nalazi kod dijagnostičkoga snimanja ostalih dijelova trbušne šupljine, uključujući retroperitoneum
  - R93.6 Abnormalni nalazi kod dijagnostičkoga snimanja udova
  - R93.7 Abnormalni nalazi kod dijagnostičkoga snimanja ostalih dijelova mišićno-koštanog sustava
  - R93.8 Abnormalni nalazi kod dijagnostičkoga snimanja drugih specificiranih dijelova tijela

- R94 Abnormalni rezultati funkcionalnih ispitivanja
  - R94.0 Abnormalni rezultati funkcionalnih pretraga središnjega živčanog sustava
  - R94.1 Abnormalni rezultati funkcionalnih pretraga perifernoga živčanog sustava i osjetilnih organa
  - R94.2 Abnormalni rezultati funkcionalnih pretraga pluća
  - R94.3 Abnormalni rezultati funkcionalnih pretraga cirkulacijskog sustava
  - R94.4 Abnormalni rezultati funkcionalnih pretraga bubrega
  - R94.5 Abnormalni rezultati funkcionalnih pretraga jetre
  - R94.6 Abnormalni rezultati funkcionalnih pretraga štitnjače
  - R94.7 Abnormalni rezultati funkcionalnih pretraga drugih endokrinih funkcija
  - R94.8 Abnormalni rezultati funkcionalnih pretraga drugih organa i sustava

### (R95-R99) - Nedovoljno definirani i nepoznati uzroci smrti
- R95 Sindrom iznenadne smrti dojenčeta
  - R95.0 Sindrom iznenadne smrti dojenčeta

- R96 Ostale iznenadne smrti nepoznata uzroka
  - R96.0 Trenutna smrt
  - R96.1 Smrt koja se dogodila za manje od 24 sata od pojave simptoma, a nije objašnjena drukčije

- R98 Smrt bez prisutnosti drugih osoba
  - R98.0 Smrt bez prisutnosti drugih osoba

- R99 Drugi nedovoljno definirani i nespecificirani uzroci smrti
  - R99.0 Drugi nedovoljno definirani i nespecificirani uzroci smrti

## Vanjske poveznice
MKB-10 R00-R99 2007. - WHO[neaktivna poveznica]